# صندوق تعليم ريت
صندوق تعليم ريت هو صندوق استثمار عقاري متداول يهدف إلى الاستثمار في عقارات مطورة تطويراً إنشائياً، قابلة لتحقيق دخل دوري وتأجيري، وتوزيع ما لا يقل عن ما نسبته 90% مرة واحدة سنوياً من صافي أرباح الصندوق نقداً، وتكون جميع الاستثمارات العقارية التي سيقوم بها الصندوق مرتبطة بقطاع التعليم أو التدريب. تتم إدارة الصندوق من قبل السعودي الفرنسي كابيتال 

## الهيئة الشرعية
لدى صندوق تعليم ريت هيئة شرعية تقوم بمراجعة شروط وأحكام الصندوق والموافقة عليها، وتتكون الهيئة الشرعية من: الشيخ عبد الله بن سليمان بن منيع، الشيخ الدكتور عبد الله بن محمد المطلق، الشيخ الدكتور محمد بن علي القري.

## المثمنون العقاريون
المثمنون العقاريون لدى صندوق تعليم ريت
- فاليوسترات للتقييم العقاري
- شركة أولات للتنمية المحدودة
- شركة كسب المالية

## وصلات خارجية
- الرياض ريت حقائق وأرقام